# صخر دودين
صخر مروان دودين (مواليد عام 1961 في الخليل) مهندس معماري وسياسي فلسطيني أردني شغل منصب وزير دولة لشؤون الإعلام في حكومة بشر الخصاونة من 7 آذار إلى 11 تشرين الأول 2021.

## دراسته
حصل على شهادة البكالوريوس في الهندسة المعمارية من الجامعة الاردنية عام 1985.

## الخبرات والمناصب
شغل صخر دودين العديد من المناصب ومنها:
- عضو مجلس إدارة شركة العالم العربي للتعليم.[4]

- عضو مجلس اداره شركة الطيف الدولي للطاقة.
- مؤسس وعضو مجلس إدارة شركة افكار للاستثمار.
- عضو مجلس إدارة شركة الاقبال القابضة 2012 – 2015.
- رئيس رابط لجنة فلسطين [5]
- رئيس لجنة الاعلام والتوجيه الوطني [6]
- مقرر لجنة فلسطين [7]
- وزيرالاعلام عام 2021 في التعديل الثاني لحكومة بشرالخصاونة

## العضويات
بشغل معالي صخر دودين عددا من العضوية في عدد من المؤسسات والجمعيات منها:
- عضو نقابة المهندسين الاردنيين
- عضو هيئة المكاتب الهندسية الأردنية
- عضو في جمعية المعمارين الاردنيين
- مؤسس وعضو مجلس إدارة شركة افكار للاستثمار
- عضو مجلس إدارة مؤسسة تنمية اموال الايتام الاردنية
- عضو جمعية الشؤون الدولية
- عضو اللجنة الوطنية لحماية اللغة العربية
- عضو مجلس إدارة الحديقة النباتية الملكية
- عضو منتدى الخليل للأعمال
- عضو جمعية خليل الرحمن الخيرية
- عضو مؤسس لجمعية دورا للتنمية الاجتماعية
- عضو مؤسس في لجنه المحافظة على مدينة البتراء
- عضو مؤسس في الجمعية الأردنية للطاقة المتجددة
- عضو مجلس إدارة شرطة النظم الفنية
- عضو مجلس امناء مركز التوثيق الأردني الملكي الهاشمي[9]
- عضو مجلس الاعيان في المجلس السابع والعشرون [10]
- عضو مجلس الاعيان الثامن والعشرون ٢٠٢٠ [11]